# Seznam vil v Kraji Vysočina
Na území Kraje Vysočina se, mimo jiných staveb, nachází i značné množství architektonicky hodnotných vil. Realizace nejstarší takové stavby je řazena před rok 1750. Zde je seznam vil v Kraji Vysočina, uspořádaný podle období výstavby:
| Stavba                                    | Obrázek | Obec                    | Okres            | Lokace                                 | Doba výstavby                    | Architekt                                 |
| ----------------------------------------- | ------- | ----------------------- | ---------------- | -------------------------------------- | -------------------------------- | ----------------------------------------- |
| Letní prelatura                           |         | Žďár nad Sázavou        | Žďár nad Sázavou | Zámek 13/13                            | 1746/47                          | neznámý                                   |
| Schumpeterův dům                          |         | Třešť                   | Jihlava          | Rooseweltova 462/6                     | 30. léta 19. století             | neznámý                                   |
| Vila Waldsteinovo zátiší                  |         | Svatoslav               | Třebíč           | Svatoslav 40                           | 1859, 1928                       | Dominik Herzán, Jaroslav Herzán           |
| Vila Josefa Šupicha                       |         | Havlíčkův Brod          | Havlíčkův Brod   | Nádražní 128                           | 1880/81                          | Josef Šupich                              |
| Vila Marie a Karla Schumpeterových        |         | Třešť                   | Jihlava          | Nádražní 164/41                        | přelom 80. a 90. let 19. století | neznámý                                   |
| Vila Ignatze Stefanka                     |         | Havlíčkův Brod          | Havlíčkův Brod   | U Trojice 2104                         | 1894/95                          | Josef Šupich                              |
| Pokorného vila                            |         | Třešť                   | Jihlava          | Váňovská 509/28                        | 1902                             | Josef Podzimek                            |
| Vila Marie Karas                          |         | Jihlava                 | Jihlava          | Jana Masaryka 4                        | 1902                             | Josef Kubička                             |
| Vila Karla a Anežky Hubáčkových           |         | Chotěboř                | Havlíčkův Brod   | Herrmannova 545                        | 1902/03                          | František Kruml                           |
| Vila Jiří Poděbradský                     |         | Chotěboř                | Havlíčkův Brod   | Tyršova 546                            | 1903/04                          | František Liška                           |
| Vila Barbory a Josefa Smeykalových        |         | Žďár nad Sázavou        | Žďár nad Sázavou | Veselská 35/43                         | 1903/08                          | neznámý                                   |
| Vila Rieger                               |         | Chotěboř                | Havlíčkův Brod   | Tyršova 548                            | 1904                             | František Liška                           |
| Jelínkova vila                            |         | Velké Meziříčí          | Žďár nad Sázavou | Třebíčská 342/10                       | 1904/07                          | František Liška                           |
| Žákova vila                               |         | Havlíčkův Brod          | Havlíčkův Brod   | U Trojice 2084                         | 1905/06                          | Rudolf Culka                              |
| Vila Josefa Jůzla                         |         | Havlíčkův Brod          | Havlíčkův Brod   | U Stadionu 2187                        | 1906/07                          | Jindřich Rákosník                         |
| Vila Jana Svobody                         |         | Havlíčkův Brod          | Havlíčkův Brod   | Masarykova 2190                        | 1907                             | Prokop Šupich                             |
| Mahlerova vila                            |         | Havlíčkův Brod          | Havlíčkův Brod   | Beckovského 2197                       | 1907/08                          | Karel Ješina                              |
| Bílá vila Ladislava Binka                 |         | Krucemburk              | Havlíčkův Brod   | Hlubocká 68                            | 1907/08                          | neznámý                                   |
| Červená vila Josefa Binka                 |         | Krucemburk              | Havlíčkův Brod   | Gočárova 88                            | 1908/09                          | Josef Gočár                               |
| Vila Jana Šteflíčka                       |         | Havlíčkův Brod          | Havlíčkův Brod   | U Trojice 2006                         | 1910                             | Prokop Šupich                             |
| Vila Karel Havlíček Borovský              |         | Chotěboř                | Havlíčkův Brod   | Tyršova 579                            | 1910                             | Václav Pěch                               |
| Vila Vinzenze Zeizingera                  |         | Jihlava – Lesnov        | Jihlava          | Smrčenská 3421/111                     | 1910                             | Vinzenz Zeizinger                         |
| Vila Luisy a Josefa Kvízových             |         | Moravské Budějovice     | Třebíč           | Milíčova 530                           | 1911/12                          | Michal Urbánek                            |
| Vila Hynka Štefánka                       |         | Havlíčkův Brod          | Havlíčkův Brod   | P. F. Ledvinky 2254                    | 1911/12                          | František Liška                           |
| Vila Arthura Corazzy                      |         | Jihlava                 | Jihlava          | Jiráskova 2106/7                       | 1912                             | Arthur Corazza                            |
| Vila Jana Drechsela a Karla Polesného     |         | Pelhřimov               | Pelhřimov        | Strachovská 331                        | 1912/13                          | Pavel Janák                               |
| Vila Marie Jelínkové                      |         | Pelhřimov               | Pelhřimov        | Strachovská 333                        | 1913/14                          | Jan Kotrnoch                              |
| Rodinný dům Tomáše Novotného              |         | Počátky                 | Pelhřimov        | Lázeňská 340                           | 1914/15                          | Antonín Hübschmann, Bohumil Hübschmann    |
| Vila Hanse Budischowského                 |         | Třebíč – Borovina       | Třebíč           | Zámeček 287                            | 1914/15                          | Max Spielmann                             |
| Vila Karla Löwa                           |         | Jihlava – Helenín       | Jihlava          | Hálkova 2917/42                        | 1919                             | neznámý                                   |
| Vila Gisely a Richarda Pickových          |         | Jaroměřice nad Rokytnou | Třebíč           | Jiráskova 169                          | 1921/22                          | Pavel Janák                               |
| Vila Milana Kubeše                        |         | Třebíč                  | Třebíč           | Litoltova 451/3                        | 1921/23                          | Milan Kubeš                               |
| Rodinný dům Jakuba Demla                  |         | Tasov                   | Žďár nad Sázavou | Tasov 162                              | 1921/22                          | Bohuslav Fuchs                            |
| Vila Františka Váni                       |         | Pelhřimov               | Pelhřimov        | Pražská 127                            | 1923/24                          | Jan Legát                                 |
| Dům Bedřicha Zvacha                       |         | Jihlava                 | Jihlava          | Jiráskova 2111/13                      | 1924                             | František Petráš                          |
| Vila Rudolfa Inderky                      |         | Jihlava                 | Jihlava          | Fibichova 940/2                        | 1925/26                          | Emanuel Lang                              |
| Vila Anny a Louise Seidnerových           |         | Jihlava                 | Jihlava          | Legionářů 1460/24                      | 1925/26                          | Adolf Foehr                               |
| Vila Bedřicha Klinenbergera               |         | Jihlava                 | Jihlava          | Fibichova 903/20                       | 1929                             | Richard Goldreich                         |
| Vila Rudolfa Poppera                      |         | Jihlava                 | Jihlava          | Fibichova 902/22                       | 1929                             | Richard Goldreich                         |
| Vila Otto Adama                           |         | Jihlava                 | Jihlava          | Vrchlického 2078/12 a 2079/10          | 1929/30                          | Walther Sobotka                           |
| Větrný zámek                              |         | Nový Rychnov            | Pelhřimov        | Křemešník                              | 1930/34                          | Kamil Hilbert                             |
| Vila Ferdinanda Kuthana                   |         | Myslibořice             | Třebíč           | Myslibořice 173                        | 1930/38                          | Miloslav Kopřiva                          |
| Vila Josefa Krumla                        |         | Chotěboř                | Havlíčkův Brod   | F. X. Šaldy 790                        | 1931/32                          | Josef Kruml                               |
| Vila Anny a Vítězslava Hornových          |         | Jihlava                 | Jihlava          | Jiráskova 2175/65                      | 1931/32                          | Bohumír František Antonín Čermák          |
| Vila Josefa Floriana                      |         | Stará Říše              | Jihlava          | Stará Říše 175                         | 1933/34                          | Břetislav Štorm                           |
| Vila Otakara Meda                         |         | Humpolec                | Pelhřimov        | Tyršovo náměstí 800                    | 1933/34                          | Josef Gočár                               |
| Vila Vlasty a Josefa Knapových            |         | Havlíčkův Brod          | Havlíčkův Brod   | Nad Tratí 537                          | 1933/34                          | František Liška                           |
| Rodinný dům Františka Pivničky            |         | Žďár nad Sázavou        | Žďár nad Sázavou | Bezručova 119/31                       | 1934                             | Havlas-Šalda                              |
| Vila v Horních Dubenkách                  |         | Horní Dubenky           | Jihlava          | Horní Dubenky 116                      | 1934                             | Bohumil Tureček                           |
| Vila Zikmunda Müncha                      |         | Hodice                  | Jihlava          | Hodice 130                             | 1934                             | Otto Eisler                               |
| Vila manželů Boudových                    |         | Jihlava                 | Jihlava          | Jiráskova 2174/49                      | 1935                             | Bohuslav Fuchs                            |
| Vila Josefa Požára                        |         | Křižanov                | Žďár nad Sázavou | Bezručova 295                          | 1936/37                          | Josef Požár                               |
| Vila Josefa Železného                     |         | Jimramov                | Žďár nad Sázavou | Dolní 257                              | 1936/37                          | Jaroslav Kincl, Lev Krča, Stanislav Tobek |
| Vila Gustava Jaroška                      |         | Dalečín                 | Žďár nad Sázavou | Dalečín 35                             | 1936/39                          | Ludvík Hilgert                            |
| Vila Josefa Salače                        |         | Moravské Budějovice     | Třebíč           | Pražská 914                            | 1938/39                          | Jaroslav Fišer, Karel Fišer               |
| Rodinný dům Františka Albrechta           |         | Nové Město na Moravě    | Žďár nad Sázavou | Sportovní 553                          | 1939/40                          | Bohuslav Fuchs                            |
| Rodinný dům Věry a Bohuše Míčkových       |         | Nové Město na Moravě    | Žďár nad Sázavou | Tyršova 500                            | 1939/40                          | Lev Krča                                  |
| Letní dům Antonína Podrábského            |         | Křižanov                | Žďár nad Sázavou | Šibeník 309                            | 1939/41                          | Mojmír Kyselka st.                        |
| Dům s ateliérem Zdenky a Josefa Vlčkových |         | Velké Meziříčí          | Žďár nad Sázavou | Lipnice 620/5                          | 1939/41                          | Josef Štěpánek                            |
| Vila Jiřího Plhy                          |         | Rovečné                 | Žďár nad Sázavou | Rovečné 174                            | 1941                             | Bohumír Kozák                             |
| Rodinný dům Emanuela Ranného              |         | Třebíč – Nehradov       | Třebíč           | Lesní 593/12                           | 1969/73                          | Jiří Auermüller                           |
| Dům Františka Víznera                     |         | Žďár nad Sázavou        | Žďár nad Sázavou | Sychrova 42/14                         | 1976/79                          | Olga Drápalová, Jaroslav Drápal           |
| Skleněný dům                              |         | Humpolec                | Pelhřimov        | Panský vrch                            | 2000/01                          | Luděk Rýzner                              |
| Vila manželů Strykových                   |         | Termesivy               | Havlíčkův Brod   | Termesivy 14                           | 2000/04                          | Tomáš Pilař                               |
| Kotrčův mlýn                              |         | Dobrá Voda Lipnická     | Havlíčkův Brod   | samota u rybníčka směrem na Staré Hutě | 2003/05                          | Lucie Kavánová                            |
| Vila Luďka Rýznera                        |         | Humpolec                | Pelhřimov        | Mánesova 1672                          | 2004/05                          | Luděk Rýzner                              |